# Ricardo Faty
Ricardo Faty (Villeneuve-Saint-Georges, 4 agosto 1986) è un ex calciatore francese naturalizzato senegalese, di ruolo centrocampista.

## Biografia
Nato in Francia da padre senegalese e madre capoverdiana, è fratello di Jacques Faty, anch'egli calciatore professionista.

## Carriera

### Club

#### Gli inizi
Professionista dal maggio del 2006 con la maglia dello Strasburgo, colleziona sette presenze tra campionato francese e Coppa UEFA, dove, durante la partita Roma-Strasburgo, l'allenatore Luciano Spalletti nota questo giovane calciatore e lo segnala alla dirigenza giallorossa.

#### Roma e vari prestiti
Nel giugno 2006 la Roma lo acquista pagando una indennità di formazione di 360.000 euro allo Strasburgo e gli fa firmare un contratto di durata fino al 2011. Faty debutta dopo appena due giornate di campionato contro il Siena subentrando a dieci minuti dalla fine della partita. Durante la sua permanenza alla in giallorosso viene utilizzato poco da Luciano Spalletti ma quando scende in campo dimostra grandi qualità fisiche e tecniche.
Nell'estate del 2007 il giovane francese viene ceduto in prestito, della durata di due anni, ai tedeschi del Bayer Leverkusen, la settimana successiva al trasferimento del difensore brasiliano Juan alla Roma. Nella sessione invernale di calcio mercato 2008 il centrocampista è ceduto al Nantes in prestito.
Dopo aver fatto ritorno alla Capitale nel 2009, Faty esordisce in Europa League contro il Kosice.

#### Aris Salonicco e Ajaccio
Ad agosto del 2010 Faty passa al club greco dell'Arīs Salonicco. Il 16 dicembre in Europa League segna il gol decisivo nella partita Aris Salonicco-Rosenborg. Il 12 giugno 2012 viene ufficializzato il suo passaggio all'Ajaccio con un contratto biennale dopo essersi svincolato dall'Aris.

#### Standard Liegi ed esperienze in Turchia
La stagione seguente la trascorre in Belgio, alla corte dello Standard Liegi con cui rimane solo per una stagione, collezionando una trentina di presenze totali. In seguito si trasferisce in Turchia, prima al Bursaspor e poi all'Ankaragücü.

#### Reggina
Il 16 settembre 2020 viene acquistato dalla Reggina dove per causa di un infortunio in due campionati riesce a collezionare soltanto 3 gettoni in campionato e 2 in coppa italia. Il 6 agosto 2022 risolve il contratto con la società amaranto.

### Nazionale
Dopo alcune presenze con la Nazionale Under-21 di calcio della Francia, sceglie di giocare per la nazionale senegalese. Il 29 febbraio 2012 fa il suo esordio con la nazionale africana nella partita amichevole pareggiata per 0-0 contro il Sudafrica.

## Statistiche

### Presenze e reti nei club
Statistiche aggiornate al 6 agosto 2022.
| Stagione              | Squadra               | Campionato            | Campionato | Campionato | Coppe nazionali | Coppe nazionali | Coppe nazionali | Coppe continentali | Coppe continentali | Coppe continentali | Altre coppe | Altre coppe | Altre coppe | Totale | Totale |
| Stagione              | Squadra               | Comp                  | Pres       | Reti       | Comp            | Pres            | Reti            | Comp               | Pres               | Reti               | Comp        | Pres        | Reti        | Pres   | Reti   |
| --------------------- | --------------------- | --------------------- | ---------- | ---------- | --------------- | --------------- | --------------- | ------------------ | ------------------ | ------------------ | ----------- | ----------- | ----------- | ------ | ------ |
| 2005-2006             | Strasburgo            | L1                    | 7          | 0          | CF+CdL          | 0+0             | 0               | CU                 | 5                  | 0                  | -           | -           | -           | 12     | 0      |
| 2006-2007             | Roma                  | A                     | 11         | 0          | CI              | 1               | 0               | UCL                | 3                  | 0                  | SI          | 0           | 0           | 15     | 0      |
| 2007-gen. 2008        | Bayer Leverkusen      | BL                    | 2          | 0          | CG              | 1               | 0               | CU                 | 1                  | 0                  | -           | -           | -           | 4      | 0      |
| gen.-giu. 2008        | Nantes                | L2                    | 15         | 3          | CF+CdL          | 0+0             | 0               | -                  | -                  | -                  | -           | -           | -           | 15     | 3      |
| 2008-2009             | Nantes                | L1                    | 26         | 0          | CF+CdL          | 1+1             | 0               | -                  | -                  | -                  | -           | -           | -           | 28     | 0      |
| Totale Nantes         | Totale Nantes         | Totale Nantes         | 41         | 3          |                 | 2               | 0               |                    |                    |                    |             |             |             | 43     | 3      |
| 2009-2010             | Roma                  | A                     | 8          | 0          | CI              | 2               | 0               | UEL                | 1                  | 0                  | -           | -           | -           | 11     | 0      |
| Totale Roma           | Totale Roma           | Totale Roma           | 19         | 0          |                 | 3               | 0               |                    | 4                  | 0                  |             | 0           | 0           | 26     | 0      |
| 2010-2011             | Aris Salonicco        | SL                    | 21         | 1          | CG              | 0               | 0               | UEL                | 8                  | 1                  | -           | -           | -           | 29     | 2      |
| 2011-2012             | Aris Salonicco        | SL                    | 26         | 2          | CG              | 1               | 0               | -                  | -                  | -                  | -           | -           | -           | 27     | 2      |
| Totale Aris Salonicco | Totale Aris Salonicco | Totale Aris Salonicco | 47         | 3          |                 | 1               | 0               |                    | 8                  | 1                  |             |             |             | 56     | 4      |
| 2012-2013             | Ajaccio               | L1                    | 25         | 2          | CF+CdL          | 1+0             | 1+0             | -                  | -                  | -                  | -           | -           | -           | 26     | 3      |
| 2013-2014             | Ajaccio               | L1                    | 20         | 2          | CF+CdL          | 2+0             | 1               | -                  | -                  | -                  | -           | -           | -           | 22     | 3      |
| Totale Ajaccio        | Totale Ajaccio        | Totale Ajaccio        | 45         | 4          |                 | 3               | 2               |                    |                    |                    |             |             |             | 48     | 6      |
| 2014-2015             | Standard Liegi        | JL                    | 22         | 3          | CB              | 0               | 0               | UCL                | 0                  | 0                  | -           | -           | -           | 22     | 0      |
| 2015-2016             | Bursaspor             | SL                    | 24         | 2          | TK              | 3               | 1               |                    |                    |                    | -           | -           | -           | 27     | 3      |
| 2016-2017             | Bursaspor             | SL                    | 24         | 0          | TK              | 6               | 1               |                    | -                  | -                  | -           | -           | -           | 30     | 1      |
| 2017-2018             | Bursaspor             | SL                    | 6          | 0          | TK              | 4               | 0               |                    | -                  | -                  | -           | -           | -           | 10     | 0      |
| Totale Bursaspor      | Totale Bursaspor      | Totale Bursaspor      | 54         | 2          |                 | 13              | 2               |                    |                    |                    |             |             |             | 67     | 4      |
| 2018-2019             | Ankaragücü            | SL                    | 19         | 3          | TK              | 1               | 0               |                    |                    |                    | -           | -           | -           | 20     | 3      |
| 2019-2020             | Ankaragücü            | SL                    | 29         | 0          | TK              | -               | -               |                    | -                  | -                  | -           | -           | -           | 29     | 0      |
| Totale Ankaragucu     | Totale Ankaragucu     | Totale Ankaragucu     | 48         | 3          |                 | 1               | 0               |                    |                    |                    |             |             |             | 49     | 3      |
| 2020-2021             | Reggina               | B                     | 3          | 0          | CI              | 2               | 0               |                    | -                  | -                  | -           | -           | -           | 5      | 0      |
| 2021-2022             | Reggina               | B                     | 0          | 0          | CI              | 0               | 0               |                    | -                  | -                  | -           | -           | -           | 0      | 0      |
| ago. 2022             | Reggina               | B                     | -          | -          | CI              | 0               | 0               |                    | -                  | -                  | -           | -           | -           | 0      | 0      |
| Totale carriera       | Totale carriera       | Totale carriera       | 288        | 18         |                 | 26              | 4               |                    | 18                 | 1                  |             | 0           | 0           | 332    | 23     |

### Cronologia presenze e reti in Nazionale
| Cronologia completa delle presenze e delle reti in nazionale ― Senegal | Cronologia completa delle presenze e delle reti in nazionale ― Senegal | Cronologia completa delle presenze e delle reti in nazionale ― Senegal | Cronologia completa delle presenze e delle reti in nazionale ― Senegal | Cronologia completa delle presenze e delle reti in nazionale ― Senegal | Cronologia completa delle presenze e delle reti in nazionale ― Senegal | Cronologia completa delle presenze e delle reti in nazionale ― Senegal | Cronologia completa delle presenze e delle reti in nazionale ― Senegal |
| Data                                                                   | Città                                                                  | In casa                                                                | Risultato                                                              | Ospiti                                                                 | Competizione                                                           | Reti                                                                   | Note                                                                   |
| ---------------------------------------------------------------------- | ---------------------------------------------------------------------- | ---------------------------------------------------------------------- | ---------------------------------------------------------------------- | ---------------------------------------------------------------------- | ---------------------------------------------------------------------- | ---------------------------------------------------------------------- | ---------------------------------------------------------------------- |
| 29-2-2012                                                              | Durban                                                                 | Sudafrica                                                              | 0 – 0                                                                  | Senegal                                                                | Amichevole                                                             | -                                                                      | 88’                                                                    |
| 25-5-2012                                                              | Marrakech                                                              | Marocco                                                                | 0 – 1                                                                  | Senegal                                                                | Amichevole                                                             | -                                                                      | 56’                                                                    |
| 9-6-2012                                                               | Kampala                                                                | Uganda                                                                 | 1 – 1                                                                  | Senegal                                                                | Qual. Mondiali 2014                                                    | -                                                                      | 90’                                                                    |
| 8-9-2012                                                               | Abidjan                                                                | Costa d'Avorio                                                         | 4 – 2                                                                  | Senegal                                                                | Qual. Coppa d'Africa 2013                                              | -                                                                      |                                                                        |
| 13-10-2012                                                             | Dakar                                                                  | Senegal                                                                | 0 – 2                                                                  | Costa d'Avorio                                                         | Qual. Coppa d'Africa 2013                                              | -                                                                      | 32’                                                                    |
| Totale                                                                 |                                                                        | Presenze                                                               | 5                                                                      |                                                                        | Reti                                                                   | 0                                                                      |                                                                        |

## Palmarès

### Club

#### Competizioni nazionali
- Coppa Italia: 1

Roma: 2006-2007